# Phipun
Phipun (em tailandês: อำเภอพิปูน) é um distrito da província de Nakhon Si Thammarat, no sul da Tailândia. É um dos 23 distritos que compõem a província. Sua população, de acordo com dados de 2012, era de 28 143 habitantes, e sua área territorial é de 363,8 km².
O distrito foi criado em 8 de setembro de 1976.